# Sennyey István (veszprémi püspök)
Báró Sennyey István (1627 – Veszprém, 1687. április 10.) veszprémi megyés püspök.

## Élete
Bécsben szónoklattant, Grácban logikát tanult. 1646-tól a Collegium Germanicum Hungaricum növendéke volt, 1651-ben felszentelt papként tért haza Magyarországra. 1652-től esztergomi kanonok, a székesegyház szónoka, barsi főesperes, majd szentgyörgymezei prépost és az esztergomi székesegyház főesperese, 1658-tól szenttamási prépost is. 1659. július 27-től veszprémi püspök és királynéi kancellár, de csak 1660. március 15-én iktatták be, a pápai megerősítésére 1669. január 14-én került sor. 1681-ben ő telepítette le Veszprémben a ferenceseket. Az egyházmegyéje török által megszállt részein 1682-től nevezte ki helynökeit.

## Művei
- Keserves Dichérete az Néhai Méltoságos Groff Esterhas Anna Júlia Aszonnak Méltoságos Groff Nadasdi Ferencz Országh Biráiának kedves Házas Társának. Melliet Teste Feöleött Az Tekéntetes es Nagijságos Snnyey István Weszpremi Püspök, Lekan Szent Miklos Szentegyhazaban Méltó örök emlekezetre Praedicallot. Bécs, 1669